# Lydia Veicht

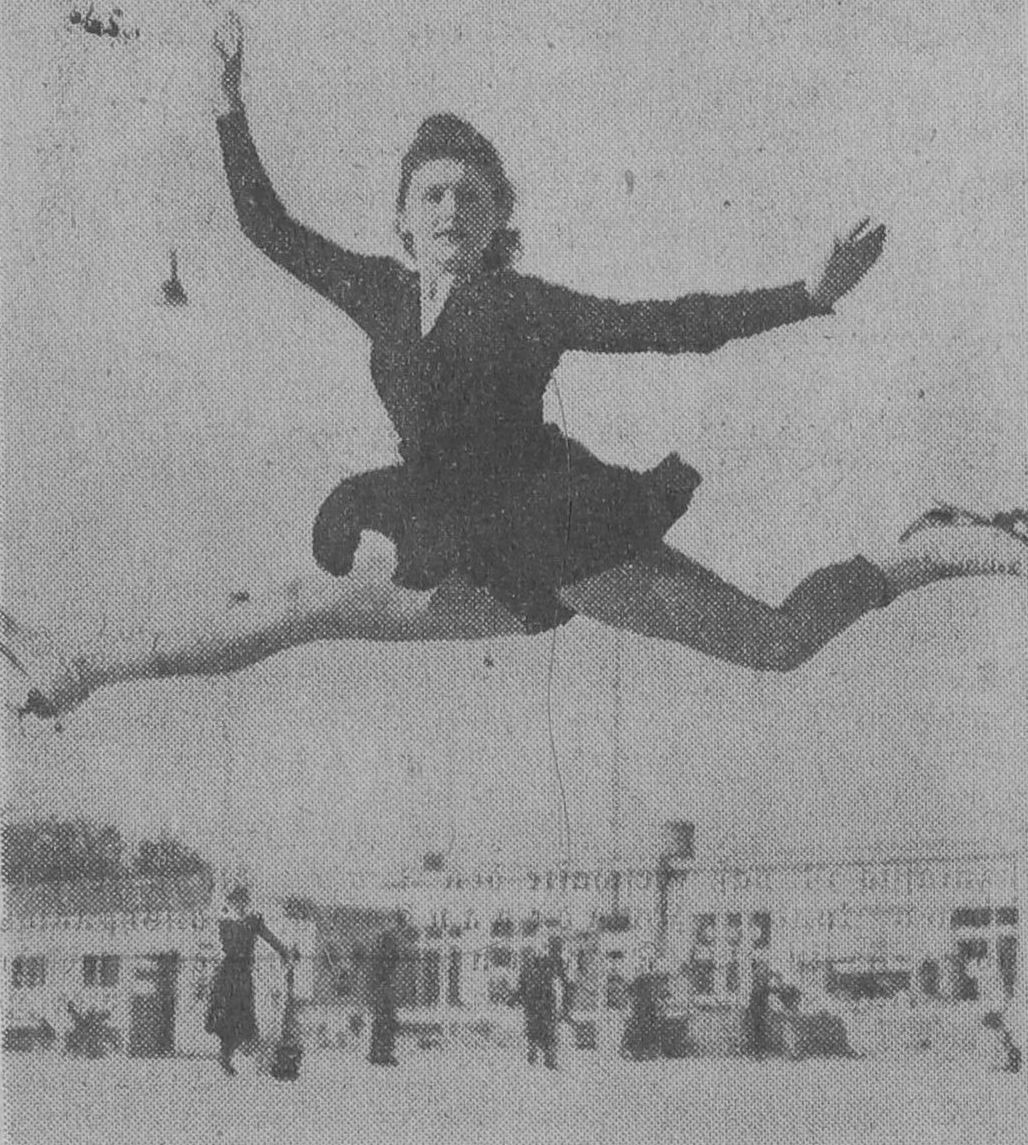
Lydia Veicht, um 1938

Lydia Veicht (* 1922 in München; † 18. September 2007 ebenda) war eine deutsche Eiskunstläuferin.

## Leben
Nachdem sie im Jahr 1935 Deutsche Jugendmeisterin geworden war, wurde sie zwischen 1937 und 1941 fünfmal hintereinander deutsche Meisterin. 1942 und 1943 durfte sie wegen eines Startverbots den Titel nicht verteidigen. Bei den Europameisterschaften 1938 in St. Moritz wurde sie ebenso Fünfte wie bei den Weltmeisterschaften desselben Jahres in Berlin. Bei den Weltmeisterschaften 1938 in Prag konnte sie sich auf den vierten Platz verbessern. Für die Olympischen Winterspiele 1936 in Garmisch-Partenkirchen war sie gemeldet, ging aber nicht an den Start.
1947 gründete sie die Münchner Eisrevue mit der sie einige Jahre durch das Land tingelte. Später wirkte sie bei vom Deutschen Olympiasiegerpaar Maxi und Ernst Baier veranstalteten Eisrevuen mit. Lydia Veicht spielte in den Kinofilmen Sechs Tage Heimaturlaub (1941), Schwarzwaldmädel (1950) und Der bunte Traum (1952) eislaufbezogene Nebenrollen.

## Ergebnisse
| Wettbewerb / Jahr        | 1937 | 1938 | 1939 | 1940 | 1941 |
| ------------------------ | ---- | ---- | ---- | ---- | ---- |
| Weltmeisterschaften      |      | 5.   | 4.   |      |      |
| Europameisterschaften    |      | 5.   |      |      |      |
| Deutsche Meisterschaften | 1.   | 1.   | 1.   | 1.   | 1.   |

## Filmauftritt
- 1941: Sechs Tage Heimaturlaub